# Rolf Anselm
Rolf Anselm (* 27. April 1942) ist ein Bauingenieur und war Professor an der Hochschule Bremen.

## Leben und Wirken
Rolf Anselm studierte Bauingenieurwesen an der Fachhochschule Oldenburg sowie der Technischen Hochschule Hannover. In Hannover wurde er Mitglied beim Corps Ostfalia Hannover. 1976 promovierte er an der Technischen Hochschule Hannover zum Thema „Analyse der Ausbauverfahren, Schäden und Unterhaltungskosten von Gewässern“. Anschließend begann er bei der IngenieurDienst-Nord GmbH (IDN) in Oyten bei Bremen und wurde 1979 in die Geschäftsführung berufen.
Die Hochschule Bremen ernannte ihn 1994 zum Professor und er hatte Lehraufträge an der Universität Hannover und der Fachhochschule Suderburg sowie an der Hochschule Bremen für das Fachgebiet „Naturnahe Gewässerregelung“.